# Maciej Szczęsny
Maciej Wawrzyniec Szczęsny (pronunciat [ˈmat͡ɕɛj ˈʂt͡ʂɛ̃snɨ]; nascut el 28 de juny de 1965) és un exfutbolista professional polonès que va jugar de porter. Va jugar al Gwardia Varsòvia, Legia Varsòvia, Widzew Łódź, Polonia Varsòvia i Wisła Kraków.
Va participar en la UEFA Champions League 1995–96 amb el Legia Varsòvia, arribant als quarts de final, i a l'edició 1996–97 amb el Widzew Łódź. És l'únic jugador que ha guanyat un campionat de Polònia amb quatre clubs diferents: el 1994 i el 1995 amb el Legia, el 1997 amb el Widzew, el 2000 amb el Polònia Varsòvia i el 2001 amb el Wisła.
Szczęsny va jugar set vegades amb la selecció de futbol de Polònia, tot i que sis d'aquestes aparicions van ser en amistosos.
Actualment és un expert de futbol. Els seus dos fills juguen a futbol com a porters: Jan Szczęsny (nascut el 1987), que es va retirar abans d'hora per convertir-se en entrenador de porters, i Wojciech (nascut el 1990), que va tenir una il·lustre carrera en el futbol de clubs europeus i va esdevenir el porter amb més partits de la selecció polonesa.

## Palmarès
Legia Varsòvia
- Ekstraklasa: 1993–94, 1994–95
- Copa de Polònia: 1989–90, 1993–94, 1994–95

Widzew Łódź
- Ekstraklasa: 1996–97

Polònia Varsòvia
- Ekstraklasa: 1999–2000
- Supercopa de Polònia: 2000

Wisła Cracòvia
- Ekstraklasa: 2000–01
- Copa de la Lliga de Polònia : 2000–01